# Węzły chłonne pachwinowe powierzchowne

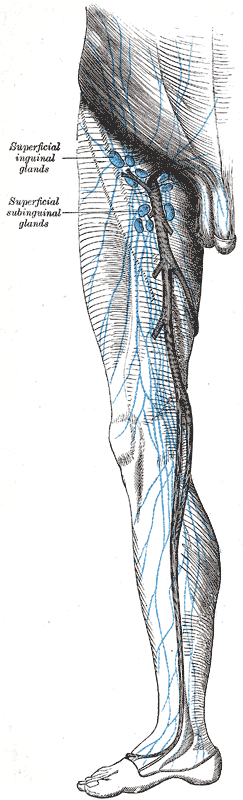
Węzły i naczynia chłonne kończyny dolnej.

Węzły chłonne pachwinowe powierzchowne (łac. nodi lymphatici inguinales superficiales) – w anatomii człowieka grupa węzłów chłonnych kończyny dolnej drenujących chłonkę z obszaru skóry położonego między pępkiem a czubkami palców stóp.

## Topografia
Węzły zlokalizowane są pod więzadłem pachwinowym w okolicy trójkąta udowego na powięzi szerokiej, szczególnie w tej części, która nosi nazwę powięzi sitowatej. Bocznie ogranicza je mięsień krawiecki, przyśrodkowo mięsień przywodziciel długi, od góry wzmiankowane więzadło pachwinowe. Liczba węzłów chłonnych wynosi od 10 do 15; grupują się w dwa pasma: pionowe i poziome. Pionowe leżą wzdłuż końcowego odcinka żyły odpiszczelowej, poziome zaś położone są wzdłuż żyły okalającej biodro powierzchownej.

## Naczynia chłonne
Naczynia doprowadzające pasma pionowego biegną wzdłuż żyły odpiszczelowej i prowadzą chłonkę z powierzchownych naczyń kończyny dolnej. Z kolei pasmo poziome otrzymuje chłonkę z narządów płciowych zewnętrznych (poza żołędzią prącia i łechtaczki, skąd limfa uchodzi do węzłów pachwinowych głębokich), krocza, pasma skórnego kanału odbytowego oraz skóry dolnej części pośladków. Część bocznych węzłów drenuje przednio-boczną ścianę brzucha. U kobiet dodatkowo do pasma poziomego prowadzą drobne przewody limfatyczne z dna macicy.
Naczynia odprowadzające wiodą chłonkę do:
- większość do węzłów pachwinowych głębokich, przede wszystkim z pasma pionowego,
- reszta kieruje się do węzłów biodrowych.